# Friedrich Bachmann
Pour les articles homonymes, voir Bachmann.
Friedrich Bachmann (11 février 1909, Wernigerode-- 1 octobre 1982, Kiel) est un mathématicien allemand spécialiste de géométrie et de théorie des groupes.

## Biographie
Bachmann est le fils d'un pasteur luthérien, Hans Bachmann, et vient d'une famille d'intellectuels ; il est le petit-fils du mathématicien Paul Bachmann. Bachmann étudia au Gymnasium de Münster, puis à l'université de Münster et à l'université Humboldt de Berlin, où il obtient son diplôme en 1927.
En 1933, il obtint son PhD avec une thèse intitulée Études sur les fondements de l'arithmétique, avec des références particulières à Dedekind, Frege et Russell (allemand : Untersuchungen zur Grundlegung der Arithmetik mit besonderer Beziehung auf Dedekind, Frege, und Russell).
Bachmann a épousé une arrière-petite fille de Otto von Bismarck, Alexandra von Bredow, et  a eu avec elle un fils, Sebastian.

## Vie professionnelle
En 1935, Bachmann va à l'université de Marbourg, que fréquente également Kurt Reidemeister. Il y est habilité avant d'en devenir un  privat-docent en 1939.
À partir de 1941, Bachmann devint conférencier indépendant à l'université de Königsberg, puis à l'université Humboldt de Berlin à partir de 1943.
En mars 1949, il devient  professeur titulaire (Ordentlicher Professor) à l'université de Kiel ; il s'y fait remarquer par une approche originale de la géométrie (l'axiomatique de Bachmann) en la définissant à partir de symétries, prolongeant le travail de Johannes Hjelmslev (en).
Après guerre, Bachmann travaille avec le mathématicien Karl-Heinrich Weise à la reconstruction du département de mathématiques de l'université de Kiel ;  à partir de 1960 Bachman est éditeur d'une série d'ouvrages intitulée Grundzüge der Mathematik für Lehrer an Gymnasien sowie für Mathematiker in Industrie und Wirtschaft (« mathématiques de base pour les enseignants des lycées et pour les mathématiciens de l'industrie et du commerce »).

## Travaux
Outre de nombreux articles, Bachmann est auteur de plusieurs ouvrages de géométrie, parmi lesquels
- (de) Friedrich Bachmann, Aufbau der Geometrie aus dem Spiegelungsbegriff [« Building geometry from the mirror concept »], Berlin, Heidelberg, New York, Friedrich Bachmann Aufbau der Geometrie aus dem Spiegelungsbegriff Mit 160 Abbildungen Zweite erganzte Auflage Springer- Verlag, 1973 (ISBN 978-3-642-65538-8, lire en ligne)
- (de) Friedrich Bachmann, Ebene Spiegelungsgeometrie : eine Vorlesung über Hjelmslev-Gruppen [« Level Mirror geometry: A lecture on Hjelmslev groups »], Mannheim, B.I. Wissenschaftsverlag, 1989 (ISBN 9783411032198, OCLC 21568149)>